# جاك شيلتون (لاعب كرة قدم أسترالية)
جاك شيلتون (بالإنجليزية: Jack Shelton)‏ هو لاعب كرة قدم أسترالية أسترالي، ولد في 24 يناير 1905 في Avenel, Victoria ‏ في أستراليا، وتوفي في 1 مايو 1941 في طبرق في ليبيا.

## وصلات خارجية
- جاك شيلتون على موقع AustralianFootball.com (الإنجليزية)
- جاك شيلتون على موقع AFLtables.com (الإنجليزية)